# Divina
Divina este o comună slovacă, aflată în districtul Žilina din regiunea Žilina. Localitatea se află la altitudinea de 410 m deasupra n.m., se întinde pe o suprafață de 21,88 km2 și în 2017 număra 2.384 de locuitori.

## Istoric
Localitatea Divina este atestată documentar din 1325.

## Demografie
| An:                | 1994 | 2004   | 2014   | 2024   |
| ------------------ | ---- | ------ | ------ | ------ |
| Număr de persoane: | 2419 | 2522   | 2413   | 2456   |
| Diferență:         |      | +4,25% | −4,32% | +1,78% |

| An:                | 2023 | 2024   |
| ------------------ | ---- | ------ |
| Număr de persoane: | 2460 | 2456   |
| Diferență:         |      | −0,16% |